# Feminismo en los Países Bajos
El feminismo en los Países Bajos se inició en el marco del movimiento de la primera ola del feminismo del siglo XIX. Más tarde, a mediados del siglo XX las luchas de la segunda ola del feminismo en los Países Bajos reflejaron la evolución del movimiento en defensa de los derechos de la mujer en otros países europeos. En la actualidad en los Países Bajos continúa el debate sobre cómo mejorar los desequilibrios e injusticias que todavía enfrentan las mujeres.

## Historia

### Renacimiento e Ilustración
La República de las Siete Provincias Unidas, conocida como Países Bajos, se creó tras la Guerra de Independencia holandesa, iniciada en 1568 y finalizada con el Tratado de Westfalia . Las mujeres tenían un número limitado de derechos, incluido el derecho a realizar contratos y el derecho a controlar sus propias dotes. Las viudas disfrutaban de una legislación especial. Aunque todavía estaban legalmente subordinadas a los hombres, a mujeres como Volcxken Diericx, una editora de Amberes, y Aletta Hannemans, una cervecera de Haarlem, se les permitió continuar con el negocio de sus maridos. Las niñas no tenían derecho a la educación y, antes de la viudez, a las mujeres no se les permitía poseer propiedades ni participar en el gobierno.

### De inicios a mediados delsigloXIX

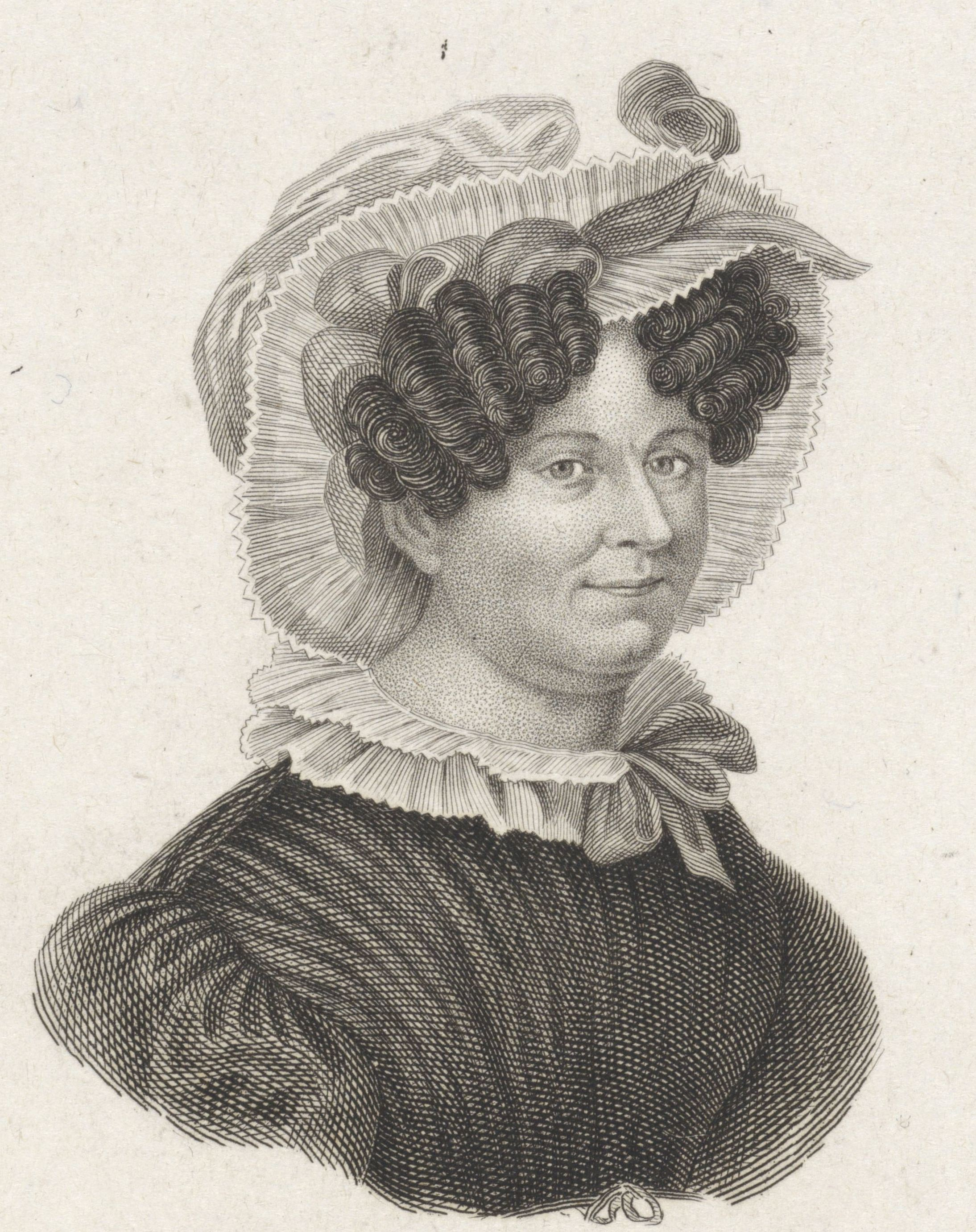
Retrato de Anna Barbara van Meerten-Schilperoort fundadora en 1841 de Hulpbetoon aan Eerlijke en Vlijtige Armoede, la primera organización de mujeres en los Países Bajos

La industrialización en los Países Bajos implicó la creación de puestos de trabajo tanto para hombres como para mujeres. Los sindicatos comenzaron a organizarse a mediados del siglo XIX. En 1841, Anna Barbara van Meerten-Schilperoort fundó  Hulpbetoon aan Eerlijke en Vlijtige Armoede, la primera organización de Mujeres en los Países Bajos. Los primeros trabajos para las mujeres de clase media fueron en enfermería. En 1860 abrió sus puertas la primera tienda por secciones en los Países Bajos y las mujeres comenzaron a encontrar trabajo como dependientas minoristas. Los jardines de infancia, que habían sido pioneros en Alemania, se extendieron rápidamente en los Países Bajos y necesitaban una mano de obra de mujeres jóvenes capacitadas para atenderlos. Para capacitar a mujeres jóvenes para enseñar en la escuela primaria, se crearon escuelas intermedias para niñas en 1867. Las mujeres jóvenes con potencial académico podían solicitar ser admitidas en una escuela secundaria solo para hombres. Las universidades estuvieron cerradas para las mujeres hasta 1871, cuando Aletta Jacobs logró ser admitida para estudiar medicina. Se graduó como la primera mujer médica moderna de Europa. Jacobs también destacó por su participación en el movimiento por el sufragio femenino en los Países Bajos. Abrió la primera clínica de control de natalidad para mujeres en Ámsterdam en 1882.

### Feministas de la primera ola
En las elecciones parlamentarias holandesas de 1883, Aletta Jacobs solicitó el derecho al voto argumentando que cumplía con todos los criterios legales, pero fue rechazada para votar. La acción desencadenó el movimiento por el sufragio femenino en los Países Bajos. Como consecuencia de la reivindicación se realizó una enmienda al derecho al voto de la Constitución en 1887, para especificar que los habitantes "masculinos" de los Países Bajos tenían derecho a voto, añadiendo otra barrera al sufragio femenino.
En 1889, Wilhelmina Drucker fue cofundadora de la Vrije Vrouwenvereeniging (Asociación de Mujeres Libres, o VVV) que en un principio no tenía entre sus objetivos el voto femenino, pero poco después empezaron los debates sobre el tema y quienes estaban a favor de reclamar el sufragio femenino optaron en 1894 por crear una organización que centralizara estas demandas: la Vereeniging voor Vrouwenkiesrecht (Organización del Sufragio Femenino).
A Wilhelmina Drucker le preocupaba menos que las mujeres obtuvieran la emancipación, que consideraba fácilmente alcanzable, que el hecho de que las mujeres obtuvieran igualdad de oportunidades en el lugar de trabajo, una lucha que, según ella, enfrentaba mucha más resistencia por parte de los hombres. Sin embargo, donde otras feministas en el país presionaron por leyes laborales que abordaran las necesidades específicas de las trabajadoras, Drucker se opuso. En opinión de Drucker, "El Estado no debe interferir con los hombres o las mujeres, ni inventar una competencia ficticia entre hombres y mujeres. Debe reconocer únicamente a las personas; miembros de la sociedad." 
Drucker estaba con las posiciones del feminismo en los Países Bajos. Organizó numerosas conferencias y publicó una revista feminista popular, Evolutie (Evolución). En 1899, encabezó una campaña en contra de la legislación que pretendía prohibir a las mujeres menores de 40 años trabajar como maestras o funcionarias públicas. Tras una década de campaña el proyecto de ley fue rechazado.
En 1897 se publica Hilda van Suylenburg de Cécile de Jong van Beek en Donk, una novela ampliamente difundida que defiende la emancipación de la mujer y es considerada como la novela feminista más importante de la primera ola del feminismo. Investigadores recientes calificaron a Hilda van Suylenburg como la novela holandesa más leída y discutida de finales del siglo XIX. En el texto se debaten todos los puntos de la agenda del movimiento de mujeres: cuestiones relativas al sufragio, el trabajo, la educación, el derecho matrimonial, la moda, las perspectivas de carrera en las ciencias y el arte, etc. se ilustraron a través de la vida de las mujeres. El personaje principal logra liberarse de las normas restrictivas y combinar una carrera como abogado con una feliz vida matrimonial.
En 1902 Aletta Jacobs cofundó la Alianza Internacional por el Sufragio de la Mujer.

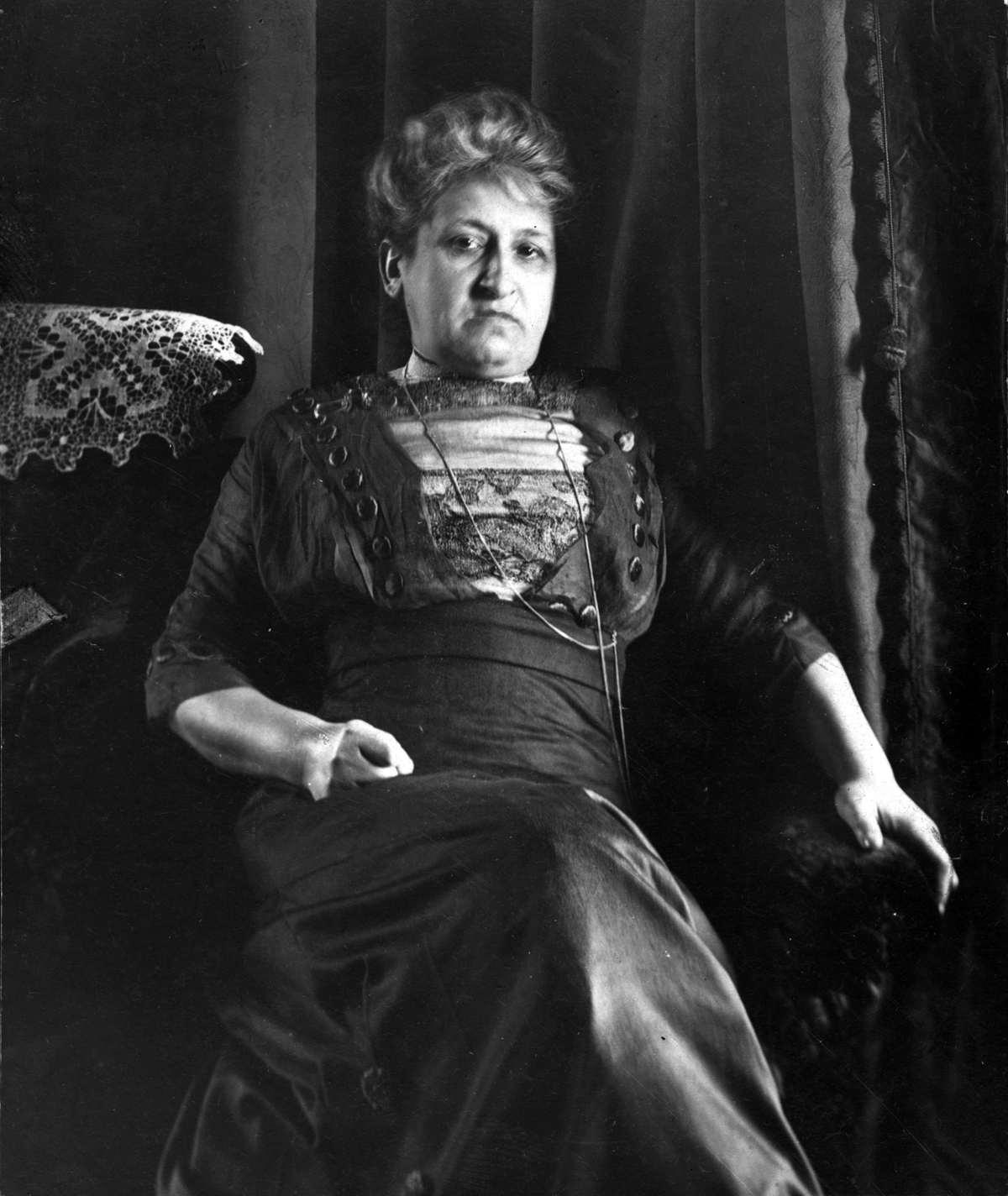
Aletta Jacobs, médica y sufragista.
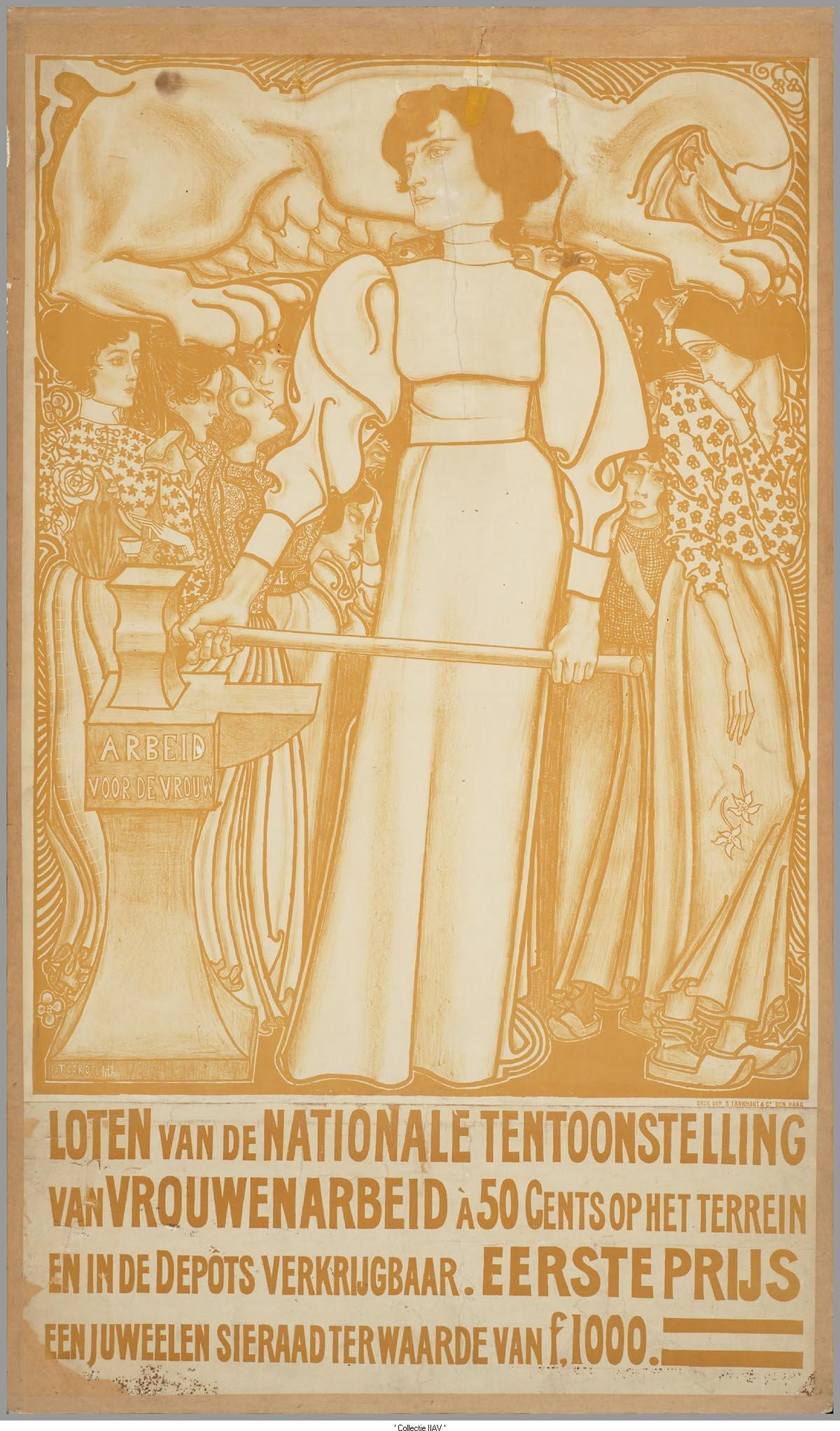
Poster informando de la Exhibition of Female Labour en La Haya, 1 de enero de 1898.
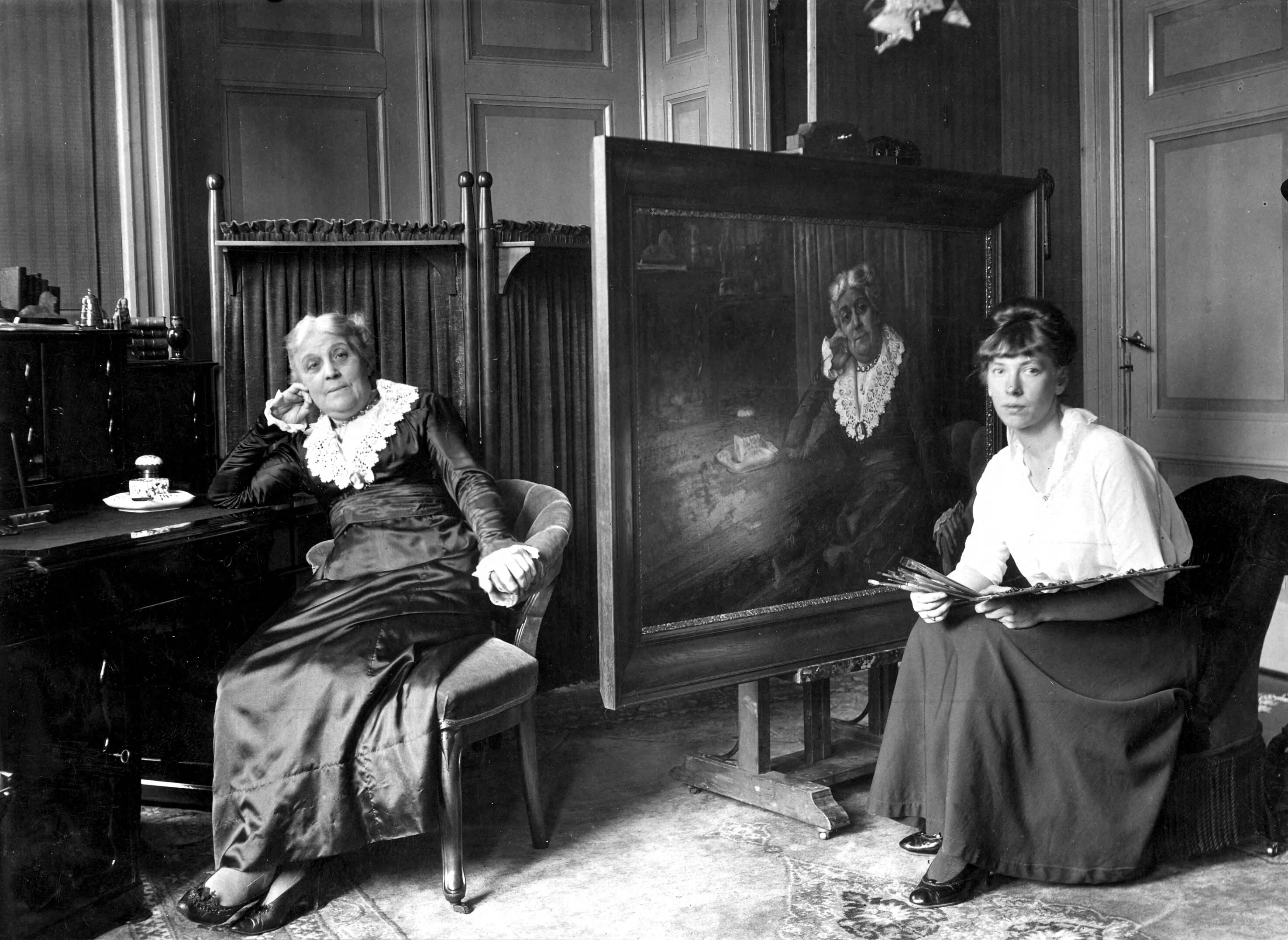
Wilhelmina Drucker sentada para un retrato con motivo de su  cumpleaños en 1917.
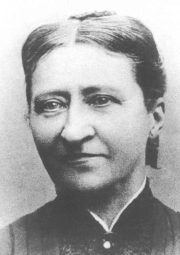
Helena Mercier, reformista social y escritora prolífica sobre derechos de las mujeres.
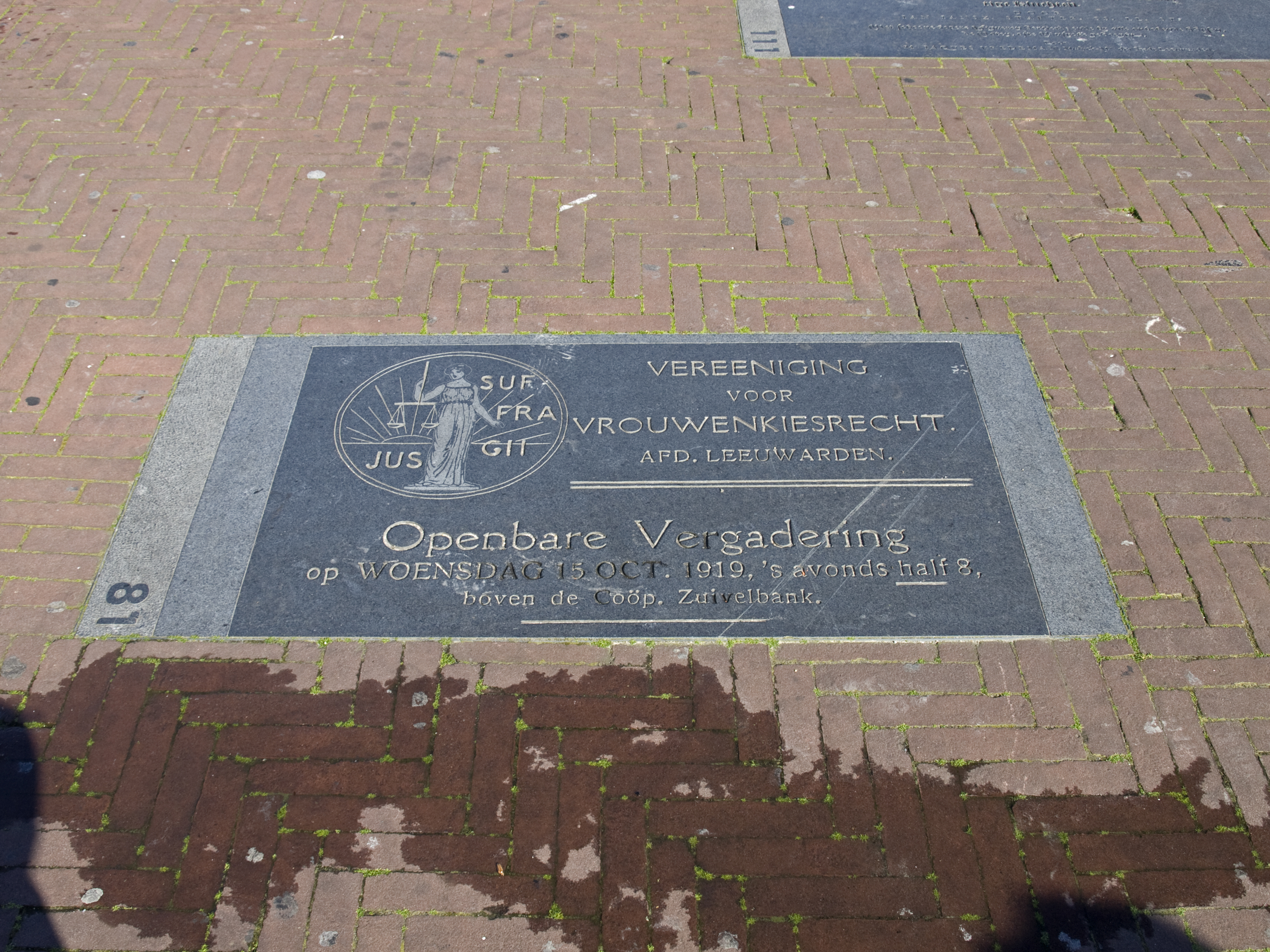
Una placa en Leeuwarden conmemorando el  meeting de la organización sufragista Vereeniging vor Vrouwenkiesrecht

### De 1917 a 1960

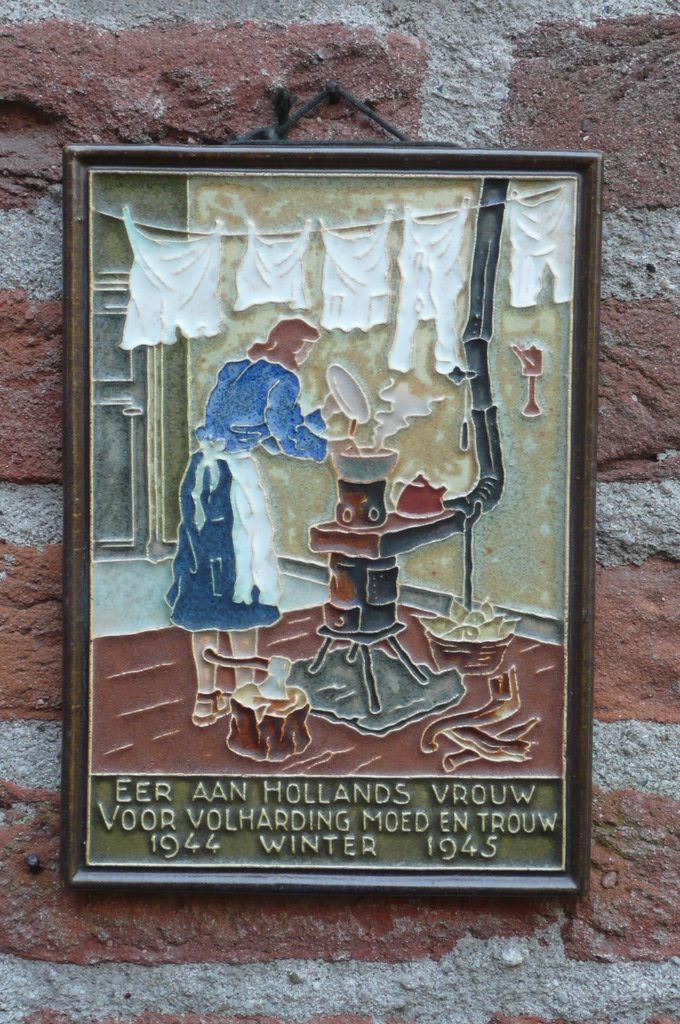
Una placa en homenaje a las esposas holandesas que perseveraron durante el invierno hambriento de 1944-1945.

Las mujeres lograron el derecho a presentarse a las elecciones como candidatas en 1917 y obtuvieron el sufragio pleno en 1919, algo relativamente temprano en comparación con la mayoría de las demás naciones europeas; solo en Finlandia y Suecia se había logrado antes el derecho al voto de las mujeres. Las mujeres habían ganado en parte el voto en el marco de un "paquete de acuerdo" de compromiso político entre los partidos socialistas, liberales y "confesionistas". Los confesionalistas apoyaron la financiación estatal de las escuelas privadas, por lo general pertenecientes a algún grupo religioso. Este sistema de compromiso en la política holandesa se conocía como <i>Pilarización</i> . En los años posteriores a la emancipación de la mujer, los confesionalistas llegaron a dominar el discurso moral en los Países Bajos y se promulgó legislación en apoyo de los puntos de vista morales confesionalistas (se prohibió la prostitución en 1912; se prohibió el aborto en 1911 y se criminalizó la publicidad de anticonceptivos).
Una economía saludable y el aumento del nivel de vida caracterizan la vida en los Países Bajos durante la década de 1920. Las mujeres, sin embargo, se enfrentaron a una reacción violenta contra la emancipación que llegó hasta los puestos de trabajo. Los grupos en defensa de los derechos de las mujeres se multiplicaron. Las organizaciones feministas internacionales ganaron más miembros a medida que las mujeres de todo el mundo continuaban luchando. Las mujeres holandesas participaron activamente en organizaciones internacionales como:
- Sociedad de Naciones ;
- Organización Internacional del Trabajo ;
- Consejo Internacional de Mujeres ;
- IWSA/IAW, la Alianza Internacional por el Sufragio de la Mujer, después de 1926 llamada Alianza Internacional de Mujeres .

En 1944-45 durante el conocido como invierno hambriento cuando el ejército nazi bloqueó los alimentos y el combustible se reconoció la capacidad de organización y resiliencia de las mujeres. Siguió a ello un período de conservadurismo durante varios años, pero se lograron dos hitos legales notables durante la década de 1950: en 1955, siguiendo una moción de la feminista Corry Tendeloo, la ley cambió para que ya no se pudiera obligar a las mujeres a dejar los trabajos del servicio civil después de casarse, y en 1956, las mujeres casadas se volvieron legalmente competentes. El conocido como Marriage bar, prohibición de matrimonio se eliminó en 1957.

### Segunda ola del Feminismo

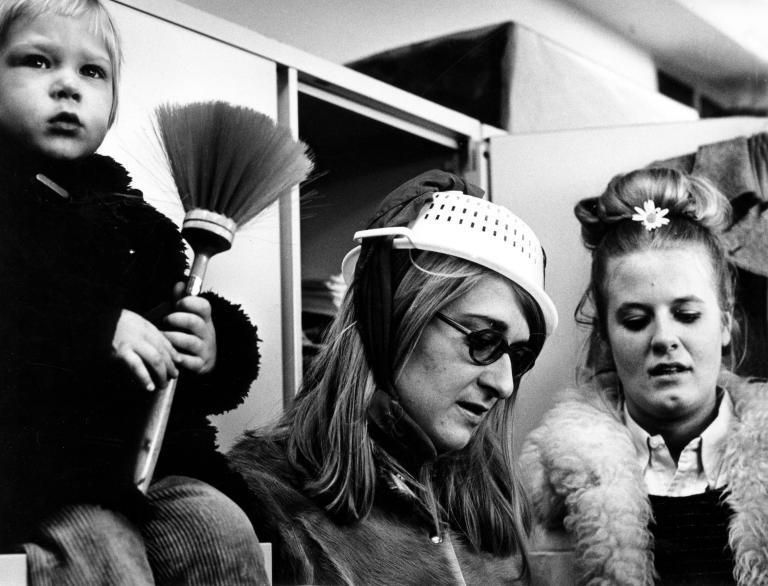
Una protesta con disfraces del grupo feminista Dolle Mina (Mad Mina), 1970.

En 1967 se publica el texto de Joke Kool-Smits, "El descontento de las mujeres" en De Gids  al que se atribuye el impulso y lanzamiento del feminismo de la segunda ola en los Países Bajos. Al año siguiente, un grupo de hombres y mujeres feministas se unieron para crear Man-Vrouw-Maatschappij (Sociedad hombre-mujer, o MVM). Su composición mixta fue poco frecuente entre las organizaciones feministas occidentales de la segunda ola, pero era similar a otros grupos en los que sus miembros eran predominantemente de clase media o alta y de buena educación. A partir de las críticas contra las posiciones y el activismo del MVM, surgió un grupo más radical. La sociedad Dolle Mina, compuesta exclusivamente por mujeres, se fundó en 1969 y se autodenominó "Mad Mina" en honor a la pionera feminista holandesa Wilhelmina Drucker. Dolle Mina tuvo éxito como fuerza de concienciación durante la década de 1970, principalmente a través de la convocatoria de protestas creativas, como una "Feria de discriminación" al aire libre para llamar la atención sobre la reivindicación de igual salario por igual trabajo.
El 15 de diciembre de 1969, las empleadas de la fábrica de cigarros Champ Clark en Nieuwe Pekela convocaron una huelga salvaje para exigir la igualdad salarial convirtiéndose en las primeras mujeres en la historia de los Países Bajos en declararse en huelga.
La publicación en 1976 de la novela de Anja Meulenbelt De Schaamte Voorbij ( Se acabó la vergüenza ) fue otro punto de inflexión importante en la literatura feminista de la segunda ola en los Países Bajos. En la novela autobiográfica Anja Meulenbelt describe su vida amorosa y el despertar político que le llevó al feminismo. Después de divorciarse para escapar de la violencia de su marido sigue criando sola a su hijo e inicia una serie de amoríos con hombres y mujeres. A finales de la década de 1970, la lucha por el acceso al aborto, los centros de crisis por violación y los refugios para mujeres se convirtieron en un foco dominante del movimiento feminista.

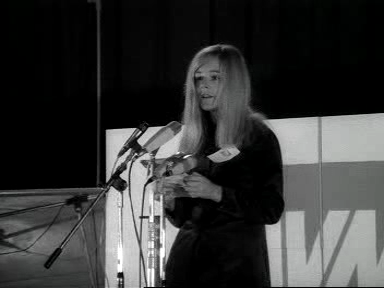
La destacada feminista holandesa Joke Smit dando un discurso en 1972.

## Feminismo de la tercera ola
A pesar de haber ganado muchas batallas legales y sociales a lo largo del siglo XX mantienen la lucha. La actividad feminista continúa y la igualdad de género continúa siendo un tema de discusión en las organizaciones y en los medios. Las áreas de preocupación siguen siendo la baja ocupación de las mujeres en el empleo a tiempo completo y su baja presencia en puestos ejecutivos y de dirección, la violencia contra las mujeres y la discriminación de las mujeres pertenecientes a minorías étnicas.
A partir de la década de 1970, Holanda ha comenzado a promover políticas de igualdad de género. El nombramiento de un Secretario de Estado para supervisar un Consejo de Emancipación lanzado en 1977 y su implementación de políticas a nivel local con la ayuda de activistas feministas reclutadas para puestos gubernamentales ha permitido avances. Las mujeres inmigrantes crearon organizaciones para enfrentar las situaciones de discriminación específicas: se formó un grupo de mujeres marroquíes en 1992 y un grupo de mujeres surinamesas en 1996.
A pesar de que los Países Bajos tienen una imagen progresista en cuestiones de género, las mujeres holandesas tienen menos empleos remunerados que las mujeres de otros países occidentales comparables. A principios de la década de 1980, el informe de la Comisión de las Comunidades Europeas Mujeres en la Comunidad Europea indicó que "es en los Países Bajos (17,6%) y en Irlanda (13,6%) donde vemos el menor número de mujeres casadas trabajando y la menor aceptación" de este fenómeno por el público en general". (pág. 14). En los años siguientes, el número de mujeres que lograron un puesto de trabajo a tiempo completo aumentó pero la mayoría de las mujeres siguen trabajando a tiempo parcial .

Nearly 60% of Dutch working women aged 25-54 worked part-time in 2001, compared to 15% in the United States, 25% in France and 35% in Germany; but where 25% of French women working part-time say they want to work full-time, just 4% of Dutch women do.

A pesar de que el gobierno identificó esto como un problema social en la década de 1990 e introdujo incentivos fiscales para alentar a las mujeres a buscar empleo, sucedió lo contrario y las mujeres encontraron una manera de utilizar los incentivos fiscales para reducir sus horas de trabajo. En términos de equilibrio entre el trabajo y la vida familiar, la licencia parental es mucho más generosa en Suecia, por ejemplo.
Actualmente, existe un gran debate en los Países Bajos sobre si las mujeres simplemente prefieren cuidar ellas mismas de sus hijos y trabajar en horarios reducidos, o si los costos más altos impiden que las mujeres busquen más empleo. La economista, abogada y periodista Heleen Mees escribió un libro exploran el tema de la baja tasa de empleo de las mujeres titulado Weg met het deeltijdfeminisme (Away with Part-time Feminism) en 2005. Identificó diferencias entre la cultura holandesa y la estadounidense que explican parcialmente la discrepancia en las horas de trabajo entre mujeres en las dos naciones. En su libro, Mees analiza la "comercialización" estadounidense de gran parte de las antiguas tareas domésticas de las mujeres, como usar los negocios para lavar la ropa, salir a comer, pedir la entrega de comestibles y otros servicios, que rara vez están disponibles en los Países Bajos. El cuidado de los niños es el gasto más grande para las familias con dos ingresos en los Países Bajos y, dado que habitualmente se paga por hora, esto puede ser un incentivo para que las familias reduzcan los costos del cuidado de los niños haciendo que la madre se ocupe más del cuidado de los niños y tenga un empleo menos remunerado.
Según The Economist, menos hombres tuvieron que luchar en las Guerras Mundiales del siglo XX, por lo que las mujeres holandesas no se enfrentaron a la necesidad de realizar un trabajo remunerado sustituyéndolos al mismo ritmo que las mujeres de otros países. La riqueza del país, junto con el hecho de que "la política [holandesa] estuvo dominada por valores cristianos hasta la década de 1980", significó que las mujeres holandesas tardaran más en incorporarse a la fuerza laboral. En 2011, los Países Bajos, junto con Alemania y Austria, fueron identificados por la Comisión Europea como países con una escasa integración de la mujer en el mercado laboral; José Manuel Barroso afirmó que "Alemania, pero también Austria y Holanda, deberían mirar el ejemplo de los países del norte". A partir de 2014, los Países Bajos tenían el porcentaje más alto de mujeres trabajadoras a tiempo parcial en la OCDE.
Se ha criticado que los Países Bajos han construido una política centrada en enfatizar la supuesta diferencia entre las mujeres holandesas étnicas 'liberadas' y las mujeres inmigrantes 'oprimidas', creando una dicotomía discriminatoria de "nosotros contra ellos". El comité de la CEDAW declaró que "[e]l Comité sigue preocupado por la persistencia de los estereotipos de roles de género, en particular sobre las mujeres y los hombres inmigrantes y migrantes, a los que se presenta como atrasados y con puntos de vista tradicionales sobre las mujeres, negando su derecho al pleno desarrollo”.
La violencia contra las mujeres sigue siendo un problema en los Países Bajos: según un estudio de 2014 publicado por la Agencia de los Derechos Fundamentales de la Unión Europea, los Países Bajos tenían la cuarta tasa de prevalencia más alta de violencia física y sexual contra las mujeres en Europa, con un 45 % de mujeres que habían experimentado dicha violencia, que está muy por encima de la media europea del 33 %. Holanda fue condenada por el Tribunal Europeo de Derechos Humanos en 1985 en el caso de X e Y v. Holanda, por enjuiciamiento inadecuado de la violencia sexual. En 2015, los Países Bajos ratificaron el Convenio del Consejo de Europa sobre prevención y lucha contra la violencia contra las mujeres y la violencia doméstica (Convenio de Estambul).
Entre las activistas contemporáneas más importantes (y controvertidas) está Ayaan Hirsi Ali, una activista, escritora y política con doble nacionalidad holandesa y estadounidense nacida en Somalia . Es crítica con la mutilación genital femenina y el islam, y apoya los derechos de la mujer y el ateísmo .

## Otras lecturas
- Grever, Maria (March 1991). «'Pivoting the center': women's history as a compulsory examination subject in all Dutch secondary schools in 1990 and 1991». Gender & History 3 (1): 65-80. doi:10.1111/j.1468-0424.1991.tb00112.x.
- de Haan, Francisca (1991), «Women's history behind the dykes: reflections on the situation in the Netherlands»,  en Offen; Roach Pierson, Ruth; Rendall, Jane, eds., Writing women's history: international perspectives, Bloomington: Indiana University Press, pp. 259–278, ISBN 9780253206510..
- Schmidt, Ariadne; van Nederveen Meerkerk, Elise (October 2012). «Symposium: Reconsidering the "firstmale-breadwinner economy": women's labor force participation in the Netherlands, 1600–1900». Feminist Economics 18 (4): 69-96. doi:10.1080/13545701.2012.734630.
- de vries, Petra (1981). «Feminism in the Netherlands». Women's Studies International Quarterly 4 (4): 389-407. doi:10.1016/S0148-0685(81)95948-0.

- Datos: Q16980599
- Multimedia: Feminism in the Netherlands / Q16980599